# Melissa Hernández
Melissa Hernández Cárdenas (* 16. März 2001) ist eine kubanische Speerwerferin.

## Sportliche Laufbahn
Erste internationale Erfahrungen sammelte Melissa Hernández 2017 bei den U18-Weltmeisterschaften in Nairobi, bei denen sie mit einer Weite von 53,02 m den fünften Platz belegte. 2019 nahm sie erstmals an den Panamerikanischen Spielen in Lima teil und wurde dort mit einem Wurf auf 56,20 m Achte.